# Sudół (Pińczów)
Pour les articles homonymes, voir Sudoł.
Sudół est une localité polonaise de la gmina de Działoszyce, située dans le powiat de Pińczów en voïvodie de Sainte-Croix.